# Kim Swift
Kim Swift est une conceptrice de jeux vidéo américaine née en 1983. Elle est notamment connue pour son travail au sein de Valve sur des jeux comme Portal et Left 4 Dead. Swift a été présentée par Fortune comme l'une des personnalités influentes des « 30 en dessous de 30 ans » dans l'industrie vidéoludique. Elle est décrite par Mental Floss comme l'une des femmes les plus reconnues dans l'industrie, et par Wired comme « une artiste qui va pousser le média en avant ».
Diplômée de DigiPen, Kim Swift et un groupe de camarades de promotion développent Narbacular Drop, un jeu vidéo de réflexion fondé sur des portails. Le titre est présenté à Valve, et conduit Gabe Newell à proposer personnellement d’embaucher l'équipe pour qu'elle puisse créer le jeu Portal acclamé par la critique.
Kim Swift est à la fois chef de projet du jeu ainsi que la conceptrice de niveaux. Lors de l'édition 2008 des Game Developers Choice Awards, Swift est créditée avec le scénariste Erik Wolpaw pour les prix « Jeu de l'année », « Récompense de l'innovation », et « Meilleur design de jeu » décernés à Portal.
Outre Portal, Swift est impliquée dans d'autres projets chez Valve, notamment Left 4 Dead et sa suite, Left 4 Dead 2, pour lesquels elle joue également un rôle de premier plan dans le développement.
En décembre 2009, Swift quitte Valve pour rejoindre Airtight Games. Dans ce studio, et en collaboration avec Square Enix, elle dirige l'équipe qui développe Quantum Conundrum.
Amazon annonce en avril 2014 avoir recruté Swift pour prêter main-forte au développement de jeux dans leur studio interne. Kim Swift décrit son rôle comme étant « senior designer » pour des projets encore non divulgués.
En janvier 2017, Electronic Arts annonce avoir recruté Kim Swift en tant que directrice artistique au sein de Motive Studios, qui développe alors Star Wars Battlefront II en collaboration avec DICE.
Swift est choisie comme présentatrice de la 20ème édition de la cérémonie des Game Developers Choice Awards le 18 mars 2020.
Jusqu'à sa fermeture par Google en février 2021, Swift fait partie du studio interne de développement de Stadia, Stadia Games and Entertainment, comme directrice artistique de jeux vidéo. A partir de juin 2021, Swift est engagée par Xbox Game Studios en qualité de directrice du cloud gaming sénior.

## Jeux vidéo
- Narbacular Drop (2005)
- Half-Life 2: Episode One (2006)
- Portal (2007)
- Half-Life 2: Episode Two (2007)
- Left 4 Dead (2008)
- Left 4 Dead 2 (2009)
- Quantum Conundrum (2012)
- PIXLD (2012) [10]
- Soul Fjord (2014) [11],[2]
- Star Wars Battlefront II[12] (2017)